# Пансион с топлом и хладном водом
„Пансион с топлом и хладном водом” је југословенски ТВ филм из 1970. године. Режирао га је Драгољуб Шварц а сценарио је написао Миодраг Кренцер.

## Улоге
| Глумац                 | Улога |
| ---------------------- | ----- |
| Хелена Буљан           |       |
| Вања Драх              |       |
| Звонимир Ференчић      |       |
| Угљеша Којадиновић     |       |
| Јосип Мароти           |       |
| Семка Соколовић Берток |       |